# Begonia hongkongensis
Espèce
Begonia hongkongensis est une espèce de plantes de la famille des Begoniaceae.
Elle a été décrite en 2005 par Fu Wu Xing.